# Upplands runinskrifter 121
Runinskrift U 121 är en runsten vid Stora Frösunda i Solna socken och Solna kommun i Uppland.

## Placering
Stenen är flyttad från ett numera borttaget gravfält i närheten av Solna station och står nu några hundra meter från denna plats i parken vid Stora Frösundas infartsväg.

## Inskriften
Translitterering av runraden:
eubern + ok × saen + þaiʀ × raistu × stain × eftiʀ × þorfriþ × boata × ikiþoru ·
Normalisering till runsvenska:
Iobiorn/Øybiorn ok Svæinn/Stæinn þæiR ræistu stæin æftiR Þorfreð, bonda Ingiþoru.
Översättning till nusvenska:
Jobjörn och Sven (eller: Sten) de reste stenen efter Torfred, Ingetoras man.

## Stenen
Stenen är 1,80 meter hög och 2,45 meter bred vid foten. Dess ursprungliga placering finns utmärkt på äldre kartor. Den är också avbildad av Richard Dybeck i Ur Sverikes runurkunder / granskade och utgifne af Richard Dybeck. Stenen flyttades till sin nuvarande plats i samband med att gravfältet togs bort när Hagalundstunneln och Solna station byggdes.